# Rio Moju
O Rio Moju é um curso de água brasileiro que banha o estado do Pará, tem sua nascente no município de Rondon do Pará (próxima à Vila Mantenha), passa por Breu Branco, Moju e deságua no Rio Acará. Sua extensão é de 400 km, e está situado na Bacia do rio Moju. 

## Pontes:

### Ponte União:
Em 6 de abril de 2019, aconteceu um acidente na ponte sobre o rio em Moju no município de Acará, no Pará. Segundo testemunhas, uma balsa bateu num dos pilares da ponte, metade da ponte caiu e ficou interditada porém problemas estruturais já haviam sido detectados nos pilares da mesma ponte em 27 de janeiro de 2019.
Após nove meses de trabalhos, a ponte foi reinaugurada agora com o nome de Ponte União na data de 31 de janeiro de 2020. Inicialmente a inauguração estava prevista para o dia 15 de dezembro de 2019 e o custo estimado da obra era de 113 milhões de reais. 

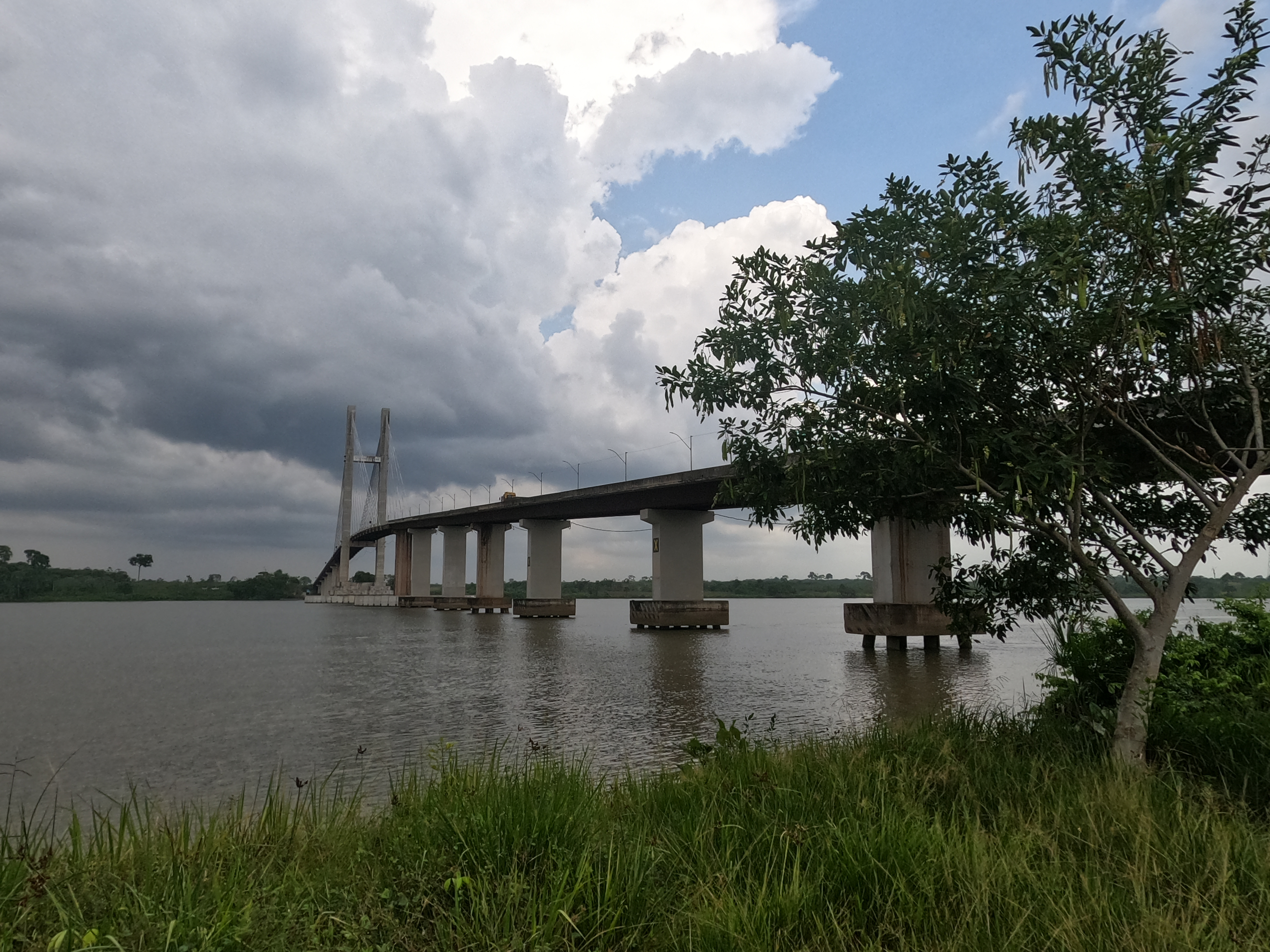
Ponte União sobre o Rio Moju